# Argent (Band)
Argent waren eine britische Rockband, die 1969 von Rod Argent gegründet wurde, nachdem sich seine vorherige Band The Zombies aufgelöst hatte.

## Geschichte
Neben Rod Argent (Keyboard) bestand die Band ursprünglich aus Jim Rodford (Bass), Bob Henrit (Schlagzeug) und Russ Ballard (Gitarre, Keyboard). Ballard, Rodford und Argent teilten sich die Rolle des Leadsängers. Die Songwriter der Gruppe waren Rod Argent, Chris White (zuvor Bassist, Produzent und Songwriter der Zombies) und Russ Ballard.
Anfang 1970 erschien ihr Debütalbum Argent. Der Song Liar, geschrieben von Russ Ballard, wurde 1971 ein Hit für Three Dog Night (Platz 7 der Billboard Hot 100). Das Stück wurde mehrfach gecovert, unter anderem 1972 von Capability Brown.
Der Durchbruch für Argent kam 1972 mit dem dritten Album All Together Now. Die Single-Auskopplung Hold Your Head Up schaffte es in den USA bis auf Platz 5 der Charts. God Gave Rock and Roll to You vom nächsten Album In Deep (1973) war Anfang der 1990er ein Hit für Kiss.
1974 verließ Ballard die Gruppe, um eine Solokarriere zu beginnen. Es kamen John Verity (Gitarre, Gesang) und John Grimaldi (Gitarre). Nach zwei weiteren Alben und einem Film, der nie veröffentlicht wurde, löste sich Argent 1976 auf. Rodford, Henrit und Verity machten noch kurze Zeit als „Phoenix“ weiter, bevor Rodford und Henrit zu den Kinks gingen.
2010 trat Argent in Originalbesetzung wieder einige Male auf. Jim Rodford starb am 20. Januar 2018 im Alter von 76 Jahren an den Folgen eines Treppensturzes.

## Diskografie

### Studio- und Livealben
| Jahr | Titel                     | Höchstplatzierung, Gesamtwochen, AuszeichnungChartplatzierungen (Jahr, Titel, Platzierungen, Wochen, Auszeichnungen, Anmerkungen) | Höchstplatzierung, Gesamtwochen, AuszeichnungChartplatzierungen (Jahr, Titel, Platzierungen, Wochen, Auszeichnungen, Anmerkungen) | Anmerkungen                          |
| Jahr | Titel                     | UK | US | Anmerkungen                          |
| ---- | ------------------------- | --- | --- | ------------------------------------ |
| 1970 | Argent                    | — | — | Erstveröffentlichung: 1970           |
| 1971 | Ring Of Hands             | — | — | Erstveröffentlichung: 1971           |
| 1972 | All Together Now          | UK13 (8 Wo.)UK | US23 (23 Wo.)US | Erstveröffentlichung: 1972           |
| 1973 | In Deep                   | UK49 (1 Wo.)UK | US90 (11 Wo.)US | Erstveröffentlichung: 1973           |
| 1974 | Nexus                     | — | US149 (6 Wo.)US | Erstveröffentlichung: 1974           |
| 1974 | Encore: Live in Concert   | — | US151 (4 Wo.)US | Erstveröffentlichung: 1974 Livealbum |
| 1975 | Circus                    | — | US171 (3 Wo.)US | Erstveröffentlichung: 1975           |
| 1975 | Counterpoints             | — | — | Erstveröffentlichung: 1975           |
| 1995 | In Concert                | — | — | Erstveröffentlichung: 1995           |
| 1997 | The Complete BBC Sessions | — | — | Erstveröffentlichung: 1997           |
| 2010 | High Voltage Festival     | — | — | Erstveröffentlichung: 2010           |

Weitere Veröffentlichungen
- 1976: The Argent Anthology – A Collection of Greatest Hits
- 1978: Hold Your Head Up
- 1991: Music from the Spheres
- 2008: Greatest: The Singles Collection
- 2009: Argent: Original Album Classics

### Singles
| Jahr | Titel Album                           | Höchstplatzierung, Gesamtwochen, AuszeichnungChartplatzierungen (Jahr, Titel, Album, Platzierungen, Wochen, Auszeichnungen, Anmerkungen) | Höchstplatzierung, Gesamtwochen, AuszeichnungChartplatzierungen (Jahr, Titel, Album, Platzierungen, Wochen, Auszeichnungen, Anmerkungen) | Anmerkungen                        |
| Jahr | Titel Album                           | UK | US | Anmerkungen                        |
| ---- | ------------------------------------- | --- | --- | ---------------------------------- |
| 1972 | Hold Your Head Up All Together Now    | UK5 (12 Wo.)UK | US5 (15 Wo.)US | Erstveröffentlichung: Februar 1972 |
| 1972 | Tragedy All Together Now              | UK34 (7 Wo.)UK | — | Erstveröffentlichung: Mai 1972     |
| 1973 | God Gave Rock And Roll To You In Deep | UK18 (8 Wo.)UK | — | Erstveröffentlichung: März 1973    |

Weitere Singles
- 1970: Liar
- 1970: Schoolgirl
- 1971: Sweet Mary
- 1971: Celebration
- 1973: It‘s Only Money, Part 2
- 1974: Man for All Reasons
- 1974: Thunder & Lightning
- 1974: Time of the Season
- 1975: The Jester